# György Lázár
Dans le nom hongrois Lázár György, le nom de famille précède le prénom, mais cet article utilise l’ordre habituel en français György Lázár, où le prénom précède le nom.
György Lázár, (né le 15 septembre 1924 à Isaszeg, mort à Budapest le 2 octobre 2014) est un homme d'État hongrois, président du Conseil des ministres de la République populaire de Hongrie de 1975 à 1987.